# Segheneytī
Segheneytī (Tigrinya ሰገነይቲ oder ሠገነይቲ, arabisch سقنيتي; manchmal als Segheneity anglisiert. auch als Saganeiti, Seganeiti, Seganeyti, Segeleyti, Segeneyti, Segeeni, Segheneiti bekannt) ist eine kleine Stadt im Süden von Eritrea. Sie liegt in der Provinz Debub. 

## Geografie
Sie liegt etwa 40 km südöstlich von der Hauptstadt Asmara und über 2.188 Meter über dem Meeresspiegel. Die Stadt liegt an der Straße zwischen Asmara und Senafe.

## Bevölkerung
Nach einer Volkszählung lag die Bevölkerung 2005 bei 5.656 Einwohnern. 1984 waren es noch 3.328 Einwohnern.

## Religion
Die Stadt ist Sitz der Eparchie Segheneity als Teil der Eritreisch-Katholische Kirchen, die Kathedrale der Stadt ist dem Erzengel Sankt Michael geweiht. Die Eparchie wurde 2012 gegründet.

## Trivia
Eine in der Nähe von Segheneytī wachsende Platane ist auf dem 5-Nakfa-Schein abgebildet. Der Schatten des Baumes ist seit Jahrhunderten als Ort für Dichterlesungen bekannt.